# Грабштейн
Грабштейн (чеш. Grabštejn) — замок в Чехии.
Замок Грабштейн (название происходит от нем. Grafenstein) расположен в Чешской Республике недалеко от города Либерец, рядом с границей трёх стран: Чехии, Германии и Польши.
Изначально замок Грабштейн был основан в XIII веке и долгое время принадлежал дворянам из рода Дона. В 1562 году замок купил канцлер Георг Мехель Стрелик. Он жил в замке с 1566 по 1586 год.
При Георге Мехель Стрелике был построен дом для прислуги, перестроенный в 1830 году в стиле классицизм. Незадолго до этого, в 1818 году Кристиан Клам-Галлас перестроил Новый замок, находящийся прямо под старым и построенный здесь ранее. Он окружил замок большим парком, где росли редкие и ценные виды растений.
Несмотря на пожары, разрушившие верхние этажи замка в 1843 году, Старый замок сохранил свой изначальный вид в ренессансном стиле.
Род Клам-Галлас владел замком с 1704 года вплоть до 1945 года, когда замок был конфискован. После Второй мировой войны замок был открыт для публики вплоть до 1953 года, когда он был передан в ведение Министерства обороны. За время пребывания армии в замке его состояние заметно ухудшилось.

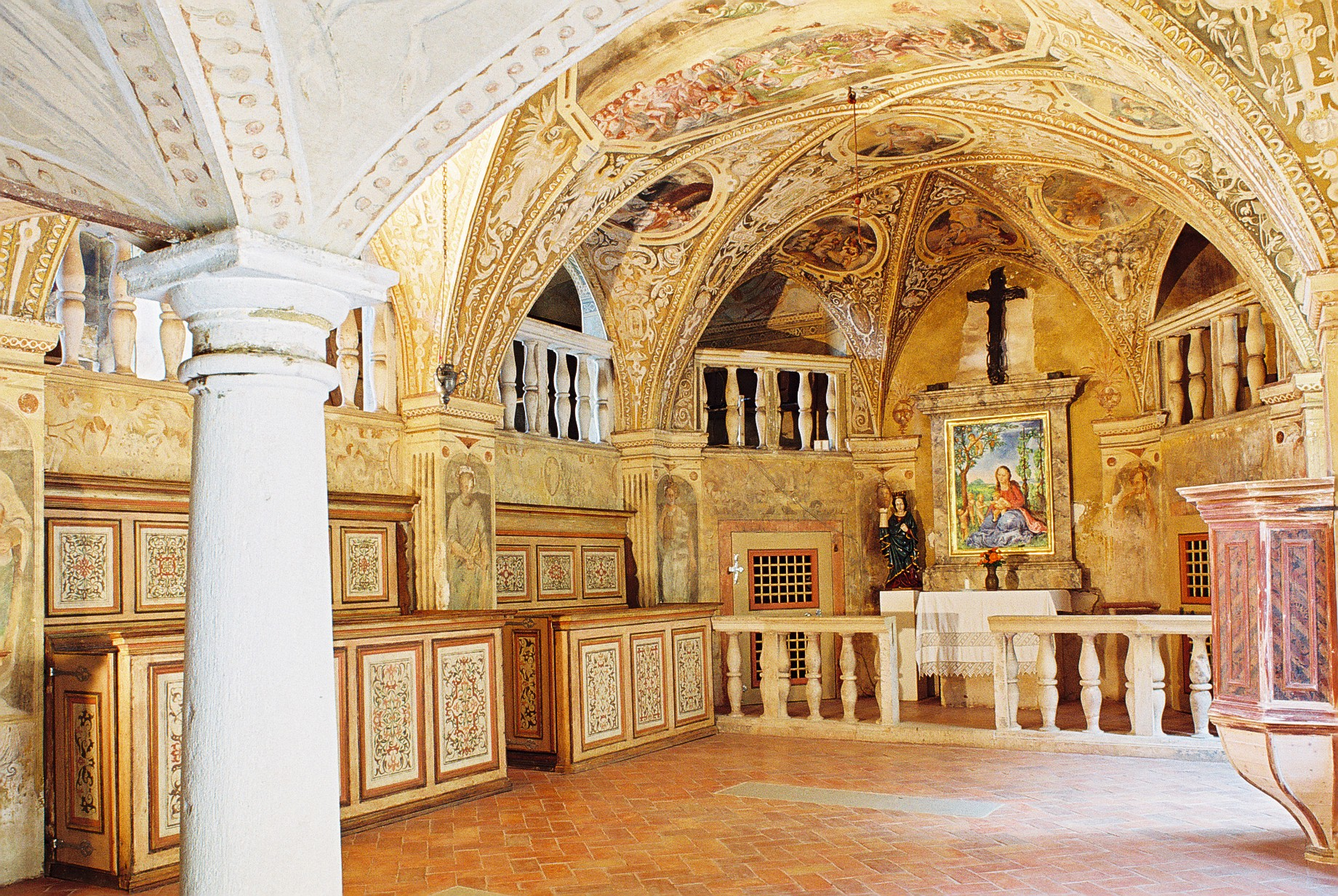
Часовня Святой Варвары

Реконструкция и реставрация замка начались в 1989 году. В наши дни Грабштейн один из наиболее активно реставрируемых замков в Чехии. В 1993 году Грабштейн был вновь открыт для широкой публики. С башни замка, также открытой для публики, открывается чудесный вид на границу трёх стран, северное крыло замка и живописные холмы, окружающие замок со всех сторон.
Одно из наиболее привлекательных мест в замке — часовня Святой Варвары, украшенная великолепными рисунками животных, людей, а также геральдическими мотивами XVI века, выполненных в стиле Ренессанс.